# CNIIMaš

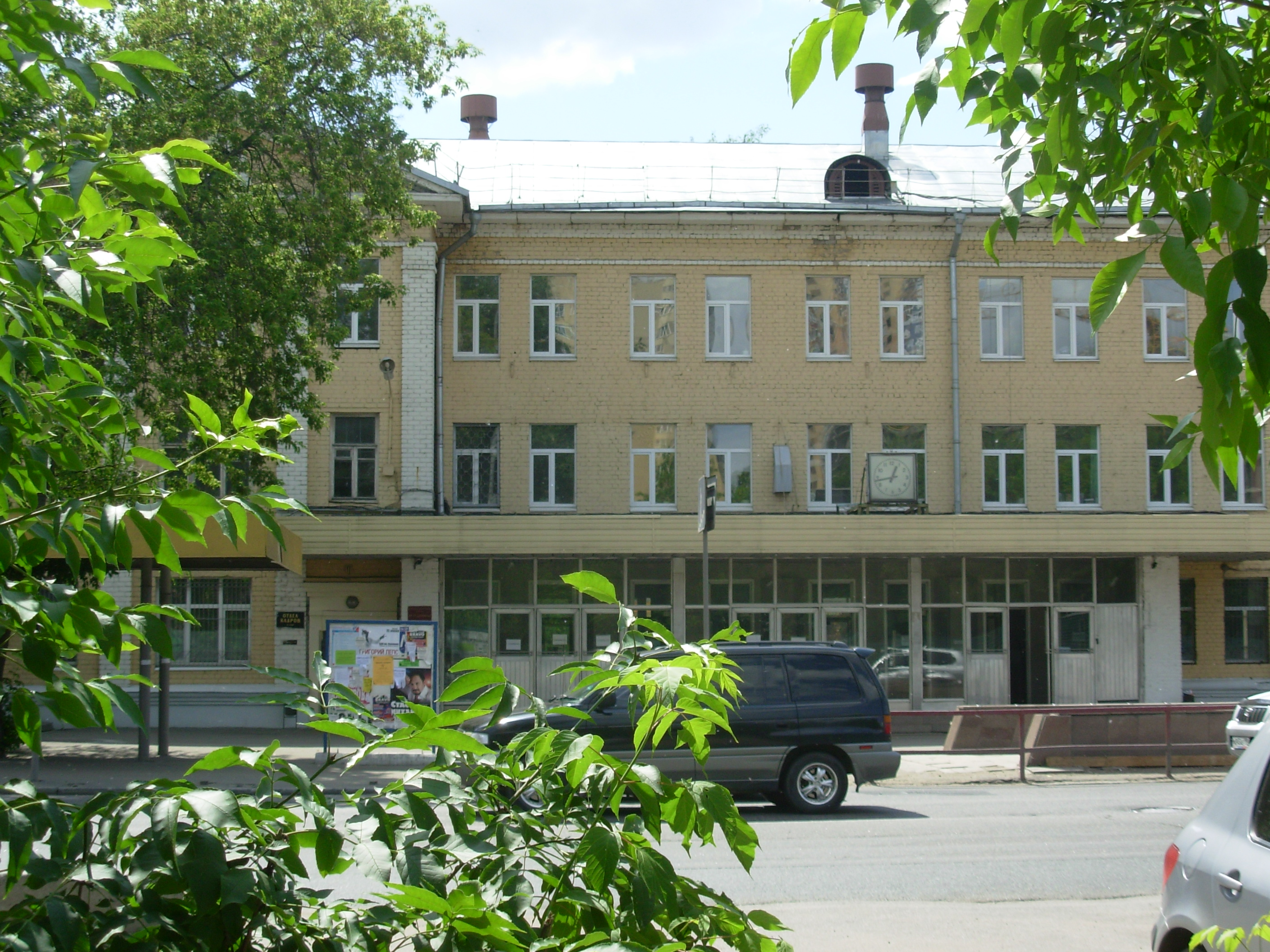
Punto di controllo NII-88 (TsNIIMaš) sulla strada dei Pionieri, nel 2011.

CNIIMaš (in russo ЦНИИмаш?, sigla di in russo Центральный научно-исследовательский институт машиностроения?, ovvero Istituto centrale di ricerca per la costruzione di macchine) è un centro scientifico russo per razzi e veicoli spaziali, che si occupa di tutte le fasi di sviluppo dal progetto concettuale ai test di volo. L'Istituto è il principale centro analitico di Roskosmos nel campo degli studi a livello di sistema dei problemi dello sviluppo della RKT russa con una vasta gamma di compiti: dalla progettazione concettuale e le prospettive a lungo termine per lo sviluppo di razzi e tecnologia spaziale a specifici sviluppi tecnologici e la loro conversione nell'interesse di altre industrie.

## Storia
Originariamente chiamato NII-88 (Istituto di Ricerca Scientifica n. 88), l'ente fu istituito il 13 maggio 1946, e situato a nordest di Mosca in quella che allora si chiamava Kaliningrad e oggi Korolëv. Dmitrij Ustinov era riuscito ad ottenere il controllo delle ricerche che, nell'immediato dopoguerra, l'Unione Sovietica iniziò a svolgere a proposito dello sviluppo dei missili. In particolare, nominò Sergej Pavlovič Korolëv (il cui lavoro condotto in Germania sulle V2 aveva impressionato Ustinov) responsabile della terza sezione, che si occupava di sviluppare sistemi missilistici a lungo raggio. Tale sezione, in seguito, ricevette il nome di OKB-1, e nel 1956 fu scorporata diventando un ufficio tecnico indipendente.
Nell'NII-88 lavorò anche Helmut Gröttrup, che era stato assistente di Wernher von Braun. Gröttrup era responsabile del lavoro di un gruppo di scienziati tedeschi, che lavorarono per i sovietici presso la Filiale 1 dell'NII-88. Questa era posta presso l'isola di Gorodmlja. Il lavoro di questi scienziati contribuì molto alla costruzione del razzo R-1 (nome in codice NATO: SS-1 Scunner), la copia sovietica della V2. Terminato il loro lavoro, questi scienziati furono rimandati in Germania.
La struttura fu anche spiata dagli aerei spia americani U-2 alla fine degli anni '50.
Fu rinominato «Istituto Centrale di Ricerca di Costruzione di Macchine» nel 1967.